# Prothemenops siamensis
Prothemenops siamensis is een spinnensoort in de taxonomische indeling van de valdeurspinnen (Idiopidae).
Het dier behoort tot het geslacht Prothemenops. De wetenschappelijke naam van de soort werd voor het eerst geldig gepubliceerd in 1991 door Schwendinger.